# Granulométrie
Pour les articles homonymes, voir Granulométrie (homonymie).
La granulométrie est l'étude de la distribution statistique des tailles d’une collection d’éléments finis de matière naturelle ou fractionnée.
L’analyse granulométrique est l’ensemble des opérations permettant de déterminer la distribution des tailles des éléments composant la collection.
La distribution granulométrique est la représentation sous forme de tables, de nombres ou de graphiques, des résultats expérimentaux de l’analyse granulométrique.
On associe parfois à l’analyse granulométrique l’analyse de la distribution statistique de la forme des grains, il s’agit de la granulomorphie.
On utilise aussi le terme granulométrie pour décrire qualitativement la taille moyenne des grains (on dira par exemple qu'une roche a une granulométrie fine, ou grossière). On utilise aussi le mot granulométrie ou l'expression granulométrie moyenne comme synonyme de « taille moyenne des grains » (on dira par exemple que la granulométrie (moyenne) d'une strate augmente ou diminue avec la profondeur).

## Diamètre d'une particule

### Diamètre de Féret
Le diamètre de Féret (Df) est la distance comprise entre une droite donnée D et la parallèle à cette direction de telle sorte que l’ensemble de la projection du grain soit comprise entre ces deux parallèles. Si l’on fait tourner la droite D autour du grain, on trouvera une position de D pour laquelle Df est maximal, c’est l’exo-diamètre, et minimale, c’est le méso-diamètre.
Le rapport de la surface de l’aire projetée par la particule à la surface du cercle ayant un diamètre égal à l’exo-diamètre définit ce que l’on nomme l’indice de forme du grain.

### Diamètre équivalent
Sans autre précision, la « taille » d'un grain est son diamètre équivalent (De), défini comme le diamètre de la sphère qui se comporterait de manière identique lors de l’opération d’analyse granulométrique choisie. À titre d’exemple, une particule lamellaire (argile, kaolin, talc, etc.) ne présente pas la même taille selon que celle-ci est mesurée avec un granulomètre à sédimentation ou un granulomètre laser. Il est donc toujours capital d’indiquer avec la distribution des tailles d’une population de grains, la méthode de mesure employée.

### Unités
L'unité de taille la plus utilisée aujourd'hui est le millimètre (mm) ou le micromètre (µm).
On utilise aussi le mesh (un mot anglais signifiant « tamis, réseau »), originellement défini comme le nombre de trous par pouce, qui varie en sens inverse de la taille des orifices. Il en existe plusieurs définitions légèrement différentes, le plus utilisé étant le mesh américain (mesh US) : 10 mesh US correspondent à 2 mm, 35 mesh US à 0,5 mm, etc.

## Principales méthodes de mesure
1. Tamisage à sec : supérieur à 100 µm
2. Tamisage humide : supérieur à 30 µm
3. Sédimentométrie : 1 à 100 µm
4. Centrifugation analytique: 0,01 à 20 µm
5. Diffraction laser : 0,01 µm à 3 mm
6. Microscopie : 50 µm à 1 mm
7. Potentiel zêta : 3 nm à 10 µm

### Tamisage
C’est la méthode la plus ancienne et encore très largement utilisée car la plus économique. Elle consiste à mesurer le poids de matière qui passe au travers des mailles calibrées d’une toile de tamis. On superpose les tamis par maille décroissante et l’on mesure le poids de matière retenue sur chaque tamis.
Cette opération peut se réaliser à sec, et en faisant vibrer l’ensemble de la colonne de tamis, pour des grains de taille relativement importante. Lorsque la population des grains comporte quelques éléments très fins, on associe une dépression d’air. Lorsque la taille des grains est inférieure à 300 μm, il est nécessaire d’opérer sous un flux d’eau (ou d’alcool pour des produits solubles dans l’eau). Chaque refus est alors séché puis pesé.
On a souvent besoins d'une caractérisation de taille de produits, par exemple pour les charbons actifs, adsorbants qui peuvent être utilisés en poudre ou en grains (typiquement 3 mm), par exemple dans la fixation des vapeurs de solvant, ou pour les résines échangeuse d'ions (adoucissement et déminéralisation de l'eau) qui sont souvent des billes (typiquement 1 mm), pour les adsorbants des colonnes chromatographiques (typiquement 100 micromètres) pour la préparation des principes actifs de médicaments (anticorps monoclonaux, facteurs de coagulation, albumine…), pour les sables de filtration ou de mortier,...
Caractérisation de la taille par tamisage
On définit trois paramètres :
Taille à 10 % (dite aussi taille effective: TE)
La taille effective, exprimée en mm, correspond à l'ouverture de maille laissant passer 10 % en poids de l'échantillon soumis à l'analyse. Elle donne une indication sur la taille des particules les plus fines, mais elle dit aussi que 90 % des grains de l'échantillon ont un diamètre supérieur à TE.
Taille à 60 %
La taille à 60 %, exprimée en mm , correspond à l'ouverture de maille laissant passer 60 % en poids de l'échantillon soumis à l'analyse.
Coefficient d'uniformité (CU)
Le coefficient d'uniformité est égal au rapport de la taille à 60 % par la taille effective:
CU=taille à 60 %/ taille à 10 %
Ce coefficient donne une indication quant à l'homogénéité granulométrique de l'échantillon. Un coefficient d'uniformité égal à 1 est représentatif d'un échantillon homogène.
Remarque: la définition précise des paramètres peut varier légèrement suivant les applications, notamment entre les applications géologiques et travaux publics et les applications chimiques.

### Sédimentométrie
La méthode consiste à mesurer le temps de sédimentation dans une colonne d’eau, c’est-à-dire la vitesse de chute des particules.
À partir de la loi de Stokes, on détermine la taille des grains.
- v : vitesse de sédimentation (m/s)
- g : accélération de la pesanteur (m/s2)
- Δγ : différence de masse volumique entre les particules et le fluide (kg/m3)
- μ : viscosité (Pa s)
- r : √(9 μ v / 2 g Δγ)

Il existe différentes méthodes :
- la balance de Martin ;
- la pipette d’Andreasen ;
- la sédimentométrie sous rayonnement X.

La balance de Martin mesure la quantité de matière déposée sur un plateau en fonction du temps. Avec la pipette d’Andreasen on mesure à un temps donné et une hauteur donnée la concentration en matière de la suspension. La sédimentométrie par rayonnement X mesure l’absorption du rayonnement par la suspension à une hauteur donnée et un temps donné qui dépend de la concentration.

### Centrifugation analytique
Le principe de la centrifugation est identique à celui de la sédimentation, on utilise le fractionnement des particules ou gouttelettes dispersées dans un liquide porteur (phase continue) selon leurs différences de taille et de densité comme le décrit la loi de Stokes. Ici la valeur de g est variable et est calculée à partir de la vitesse angulaire de centrifugation, la masse  de l'échantillon et la distance par rapport au centre de rotation. Cette technique est séparative, la centrifugation permet le fractionnement des particules et un dispositif optique permet de quantifier les différentes fractions. On recommande cette approche pour la résolution de systèmes polydispersés multimodaux. Chaque fraction séparée peut être analysée indépendamment des autres populations présentes dans l'échantillon. La différence avec la sédimentométrie classique consiste à pouvoir accélérer la migration des nanoparticules ou nano-objets et de décaler jusque 10 nm la limite inférieure de quantification.
La suspension ou l'émulsion à analyser est insérée sans aucune dilution préalable à l’intérieur d’un contenant transparent et est traversée par un rayonnement lumineux (visible, X, IR...). L'intérêt majeur de cette technique est qu'elle permet d'obtenir une distribution de granulométrie indépendante des propriétés optiques des matériaux dispersés. On monitore lors de la centrifugation les changements de densité optique dus aux déplacement des fractions pour en déterminer la vitesse de migration et on obtient une distribution granulométrique pondérée par la vitesse de migration des objets Q(v). Cette distribution peut être convertie en intensité, masse ou volume, il faudra alors indiquer la densité des particules et la viscosité du liquide porteur pour résoudre l'équation de Stokes et isoler le diamètre sphérique équivalent,.
Transparent, colorless infrared radiation absorbing compositions comprising nanoparticles

### Diffraction laser
Le granulomètre laser est basé sur le principe de la diffraction de la lumière.
Les particules en suspension (dans l'eau ou dans un courant d’air) diffractent la lumière émise par un faisceau laser. La répartition spatiale de cette lumière, fonction de la taille des particules, est enregistrée par un ensemble de photodiodes. L’analyse de cette distribution dans le plan focal permet de déterminer la proportion de chaque classe dimensionnelle. 

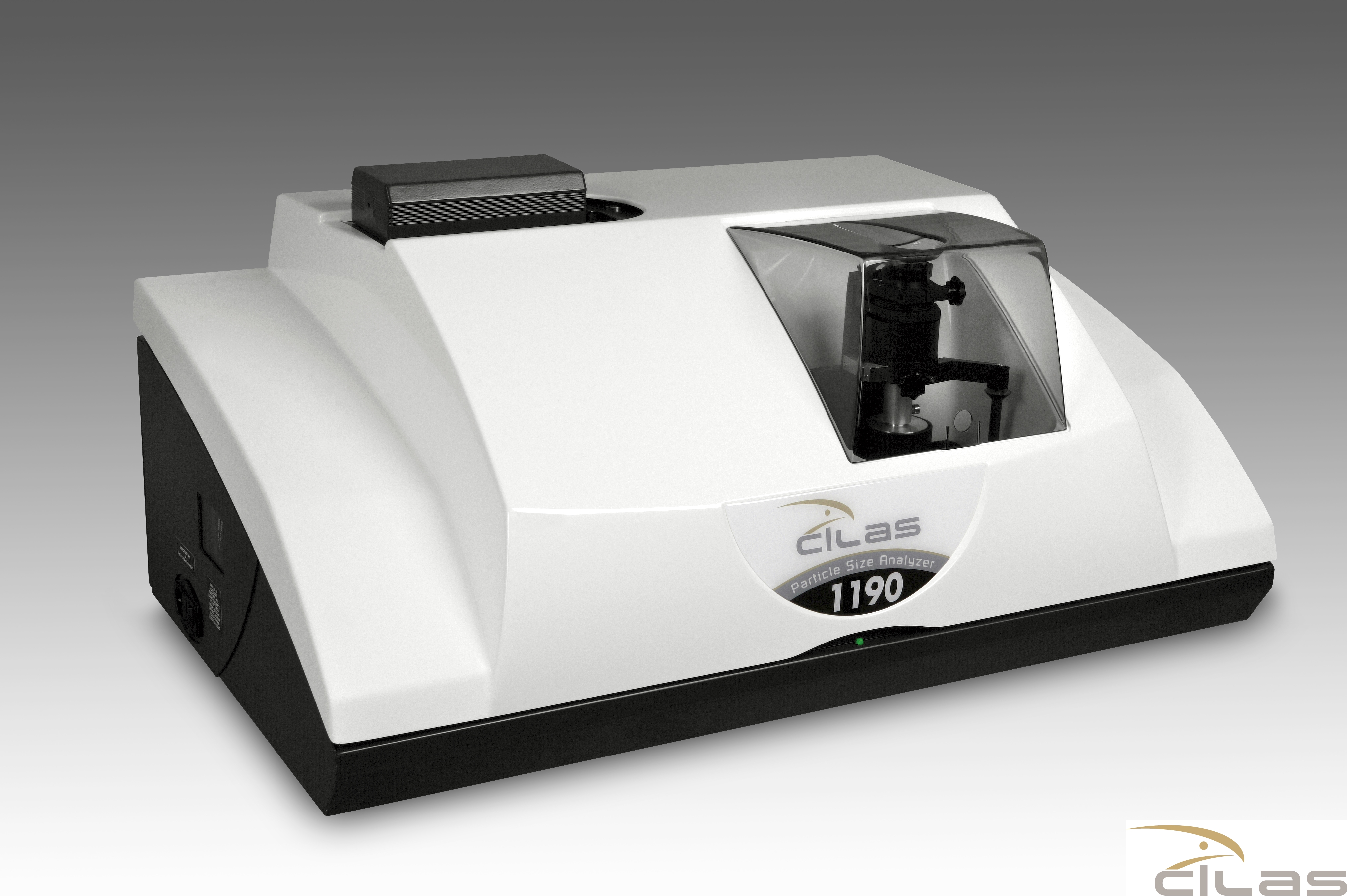
Exemple de granulometre laser (CILAS)

L’interprétation se fait au moyen de la théorie de Fraunhofer. Toutefois cette méthode est limitée d’une part par la longueur d'onde du faisceau laser et par la transparence des grains. En effet, la théorie de Fraunhofer suppose des particules opaques mais également significativement plus grandes que la longueur d'onde de la lumière. On a donc développé de nouvelles méthodes d’analyse des enregistrements de la répartition spatiale de la lumière à partir de la théorie de Rayleigh-Mie. Dans ce cas, on prend en compte la diffraction, la réfraction, la réflexion et l'absorption de la lumière par les grains. Cela permet de réaliser des mesures de tailles bien plus faibles.

### Analyse d'image
Dans cette méthode, on réalise une photographie des grains à partir d’un microscope. L’image obtenue est analysée au moyen d’un logiciel spécialisé. Ce dernier procède au comptage et au dimensionnement (nombre de pixels) de chacune des particules, puis associe à chacune une ellipse (ou un carré, un losange, etc.) qui définit la forme générale du grain. On obtient ainsi une description numérique et géométrique de l’ensemble granulaire qui permet d’établir des distributions en nombre, en surface et en forme (granulomorphie). L'analyse d'image permet également de déterminer la couleur des grains, ce qui permet d'établir des courbes différentiées selon la nature des grains.

## Représentation des distributions granulométriques
Le mode de représentation, le plus classique et le plus fréquent, des distributions granulométriques est le diagramme semi-log. Les tailles sont représentées sur l’axe des abscisses en échelle logarithmique de base 10 (en général en µm) et les ordonnées en échelle arithmétiques de 0 à 100 %.
On rencontre parfois des représentations log-normale (abscisses en lg et ordonnées en distribution normale gaussienne).
Il existe également des distributions particulières pour les ordonnées comme celle de Rosin-Rammler (1933) ou Gaudin-Schumann (1948). Dans ces repères, les distributions sont en général représentées par une ou deux droites. Elles sont utilisées dans les travaux de séparation granulométrique.
Elles dérivent de l’équation de base suivante, avec q(x) la proportion en poids des particules à un diamètre donné.
q(x) = axm e(-bxn)
m=n-1 et a=nb (Rosin-Rammler)
b=0 a= (m+1)/(xom+1) (Gaudin-Schumann)

## Domaines d'application

### Météorologie
En météorologie, la distribution de la taille des gouttes de pluie selon leur diamètre (D) résulte de trois processus qui contribuent à la formation des gouttes : la condensation de vapeur d'eau sur une goutte, l'accrétion de petites gouttes sur de plus grosses et les collisions entre gouttes de taille similaire. Selon le temps passé dans le nuage, le mouvement vertical dans celui-ci et la température ambiante, on aura donc des gouttes qui auront une histoire très variée et une distribution de diamètres qui va de quelques dizaines de micromètres à quelques millimètres. L'étude de la granulométrie des gouttes permet de mieux comprendre ces phénomènes et de calibrer les radars météorologiques.

### Géologie
En géologie, cette analyse granulométrique permet de définir diverses classes de matériaux indépendamment de leur nature chimique. Le tableau ci-dessous correspond à la norme française NF P18-560 utilisée notamment dans le domaine routier. 
| Maxi   | Appellation      | Mini   |
| ------ | ---------------- | ------ |
| 200 mm | cailloux         | 20 mm  |
| 20 mm  | graviers         | 2 mm   |
| 2 mm   | sables grossiers | 0,2 mm |
| 0,2 mm | sables fins      | 20 µm  |
| 20 µm  | limons           | 2 µm   |
| 2 µm   | argiles          |        |

Voici trois autres classifications usuelles :
| Maxi   | Appellation | Mini   |
| ------ | ----------- | ------ |
|        | Blocs       | 100 mm |
| 100 mm | Galets      | 10 mm  |
| 10 mm  | Graviers    | 1 mm   |
| 1 mm   | Sables      | 100 µm |
| 100 µm | Aleurites   | 10 µm  |
| 10 µm  | Pélites     |        |

| Maxi     | Appellation   | Mini     |
| -------- | ------------- | -------- |
|          | Blocs         | 256 mm   |
| 256 mm   | Gros cailloux | 64 mm    |
| 64 mm    | Graviers      | 4 mm     |
| 4 mm     | Granulés      | 2 mm     |
| 2 mm     | Sables        | 1/16 mm  |
| 1/16 mm  | Silts         | 1/256 mm |
| 1/256 mm | Argiles       |          |

| Maxi    | Appellation | Mini    |
| ------- | ----------- | ------- |
|         | Rudites     | 2 mm    |
| 2 mm    | Arénites    | 1/16 mm |
| 1/16 mm | Lutites     |         |

D'autres définitions en découlent également, par exemple celle des sols grenus qui comportent plus de 50 % d'éléments de granulométrie supérieure à 80 μm. Ils se divisent alors en deux familles :
- graves si plus de 50 % des éléments > 80 μm ont un diamètre > 2 mm ;
- sables si plus de 50 % des éléments > 80 μm ont un diamètre < 2 mm.

### Industrie pétrolière
Dans l'industrie pétrolière, où la langue anglaise est assez répandue, les appellations le plus fréquemment utilisées, sont les suivantes, directement dérivées de la classification de C.K. Wentworth :
| échelle φ | Intervalle de taille (métrique) | Intervalle de taille (approximatif, en pouces) | Nom anglais (Nom français) (classes de Wentworth) | Autres noms       |
| --------- | ------------------------------- | ---------------------------------------------- | ------------------------------------------------- | ----------------- |
| <−8       | >256 mm                         | >10.1 in                                       | Boulder (bloc)                                    |                   |
| −6 to −8  | 64–256 mm                       | 2.5–10.1 in                                    | Cobble (galet)                                    | (gros caillou)    |
| −5 to −6  | 32–64 mm                        | 1.26–2.5 in                                    | Very coarse gravel (gravier très grossier)        | Pebble (caillou)  |
| −4 to −5  | 16–32 mm                        | 0.63–1.26 in                                   | Coarse gravel (gravier grossier)                  | Pebble (caillou)  |
| −3 to −4  | 8–16 mm                         | 0.31–0.63 in                                   | Medium gravel (gravier moyen)                     | Pebble (caillou)  |
| −2 to −3  | 4–8 mm                          | 0.157–0.31 in                                  | Fine gravel (gravier fin)                         | Pebble (caillou)  |
| −1 to −2  | 2–4 mm                          | 0.079–0.157 in                                 | Very fine gravel (gravier très fin)               | Granule (granulé) |
| 0 to −1   | 1–2 mm                          | 0.039–0.079 in                                 | Very coarse sand (sable très grossier)            |                   |
| 1 to 0    | 0.5–1 mm                        | 0.020–0.039 in                                 | Coarse sand (sable grossier)                      |                   |
| 2 to 1    | 0.25–0.5 mm                     | 0.010–0.020 in                                 | Medium sand (sable moyen)                         |                   |
| 3 to 2    | 125–250 µm                      | 0.0049–0.010 in                                | Fine sand (sable fin)                             |                   |
| 4 to 3    | 62.5–125 µm                     | 0.0025–0.0049 in                               | Very fine sand (sable très fin)                   |                   |
| 8 to 4    | 3.9–62.5 µm                     | 0.00015–0.0025 in                              | Silt (limon, silt)                                | Mud (boue)        |
| 10 to 8   | 0.977–3.9 µm                    | 3.8×10−5–0.00015 in                            | Clay (argile)                                     | Mud (boue)        |
| 20 to 10  | 0.95–977 nm                     | 3.8×10−8–3.8×10−5 in                           | Colloid (colloïde)                                | Mud (boue)        |

### Chimie
Les adsorbants et les résines échangeuses d'ions sont utilisés sous forme granulaire. Les adsorbants sont principalement des charbons actifs, des zéolites, des silicagels, des alumines. En grains ils font typiquement 0,5-3 mm de diamètre, en extrudés cylindriques, 1 mm de diamètre et 5 mm de long, en poudre, moins de 500 micromètres. Les résines échangeuses d'ions sont presque toujours des billes de 1 mm de diamètre environ. Il existe des résine polydisperses, fabriquées en réacteur agité puis tamisées: CU=1,8 environ et des résines monodisperses, fabriquées par extrusion (jetting) permettant un calibrage bien meilleur (CU<1,1). Pour la chromatographie des biomolécules (protéines), les adsorbants ont des tailles bien inférieures car ces grosses molécules ont des difficultés à migrer à l'intérieur des billes (avec des grosses billes, on n'utiliserait que la périphérie). la taille effective est de 50-100 micromètres.